# 고봉산성
고봉산성(古鳳山城)은 대전광역시 동구 주산동, 해발 340m의 고봉산에 돌로 쌓은 삼국시대의 산성이다. 1991년 7월 10일 대전광역시의 기념물 제21호로 지정되었다.

## 개요
대전광역시 동구 주산동 해발 340m의 고봉산에 있는 고봉산성은 돌로 쌓은 산성으로, 그 둘레는 약 250m이다. 이 산성은 산의 정상부를 둘러쌓고 있는데, 이러한 형태를 테뫼식 산성이라 한다.
산성은 동쪽으로 길게 산의 형세를 따라 타원형의 평면 형태를 하고 있다. 서쪽 벽면에 3단 정도의 석축이 남아 있을 뿐 성벽은 거의 허물어져 윤곽만을 확인할 수 있다.
약 300m 떨어진 곳에 질현성이 있어, 질현성의 자성(子城)으로서의 역할을 하였던 것으로 여겨진다. 또한 고봉산성은 질티고개를 두고 질현성과 나란히 있어 이 고개를 감시하기 위한 목적으로 쌓아졌다고 추측하고 있다.

## 현지 안내문
이 산성은 높이 304m의 고봉산 봉우리에 쌓여져 있는 테뫼식 석축산성으로 성 둘레는 약 250m이다. 성벽의 거의 허물어져서 서벽에 3단 정도의 성돌이 남아 있을 뿐이다. 이 산성은 남쪽으로 질티재가 잘 보여지므로 질티재를 지나다니는 사람들을 감시하기 위한 목적으로 쌓여졌다고 생각된다. 또한 이 산성이 질현성과 가까이 있는 것으로 보아, 질현성의 자성으로서의 역할을 하였던 것으로 보인다.

## 같이 보기
- 고봉산
- 질현성
- 질티고개

## 참고 자료
- 고봉산성 - 국가유산청 국가유산포털